# Clovia sarawakana
Clovia sarawakana är en insektsart som beskrevs av Victor Lallemand 1939. Clovia sarawakana ingår i släktet Clovia och familjen spottstritar. Inga underarter finns listade i Catalogue of Life.